# Szwajcarski tramwaj standardowy
Szwajcarski tramwaj standardowy (niem. Schweizer Standardwagen, fr. Tramway standard suisse) – seria wąskotorowych, silnikowych i doczepnych wagonów tramwajowych wyprodukowanych według ujednoliconych założeń konstrukcyjnych. W 1944 r. stowarzyszenie szwajcarskich przedsiębiorstw transportowych opracowało koncepcję jednoczłonowego wagonu tramwajowego; jego konstrukcja opiera się na dwóch seriach tramwajów dostarczonych w latach 1940–1941 do Zurychu.
Wagony wytwarzano do 1973 r. w różnych zakładach na terenie Szwajcarii i dostarczono, poza Zurychem, do Bazylei, Berna, Genewy, Lucerny i Neuchâtel. Używane wagony silnikowe kursują m.in. w rumuńskich Jassach i północnokoreańskim Pjongjangu. Używane wagony doczepne eksploatowane są w serbskim Belgradzie oraz ukraińskiej Winnicy.
261 wyprodukowanych wagonów silnikowych otrzymało także oznaczenie Be 4/4 (do 1956 r. nosiły oznaczenie Ce 4/4), a 216 wagonów doczepnych oznaczono jako B4 lub C4, od 1963 r. jako B. Egzemplarze eksploatowane w Zurychu, w nawiązaniu do wagonów kolejowych produkowanych dawniej w Stanach Zjednoczonych, nazywano potocznie Pullmanami.

## Historia
W październiku 1940 r. zakłady Schweizerische Wagons- und Aufzügefabrik AG Schlieren-Zürich (SWS) i Maschinenfabrik Oerlikon (MFO) dostarczyły do Zurychu dwie serie tramwajów. Tramwaje pierwszej serii nazywano potocznie Kurbeli, a tramwaje drugiej serii otrzymały przezwisko Pedaler.
Obydwie modyfikacje nie różniły się wyglądem zewnętrznym, ale zastosowano w nich odmienne rozwiązania konstrukcyjne. Wagony Kurbeli posiadały nadwozie o konstrukcji stalowej oraz nastawnik jazdy w postaci korby. Nadwozie wagonów Pedaler wykonane było z aluminium, a sterowanie wagonem odbywało się za pomocą pedału nożnego, podobnie jak w amerykańskich tramwajach PCC.
Na podstawie doświadczeń z eksploatacji tych dwóch typów tramwajów, w 1944 r. Stowarzyszenie szwajcarskich przedsiębiorstw transportowych przedstawiło plany produkcji dla całego kraju tramwaju o ujednoliconej konstrukcji, który miałby zastąpić dominujące wówczas przestarzałe dwuosiowe wagony o drewnianych nadwoziach. Planowano zbudować konkurencyjną pozycję szwajcarskiej komunikacji tramwajowej wobec sieci trolejbusowych oraz zwiększającego się ruchu samochodowego. Opracowano również projekt wagonu doczepnego, którego pierwszy egzemplarz dostarczono w późniejszym czasie do Zurychu. Tramwaj wytwarzano w kilku modyfikacjach:
| Typ Ia | silnikowy wagon jednokierunkowy o mniejszej masie, przewidziany do kursowania jako wagon pojedynczy, lecz możliwe jest także połączenie w skład z jedną doczepą typu A |
| Typ Ib | silnikowy wagon jednokierunkowy o większej masie, przewidziany do eksploatacji z jedną doczepą, lecz możliwe jest także połączenie w skład z dwiema doczepami typu A   |
| Typ II | silnikowy wagon jednokierunkowy o mniejszej masie i średniej pojemności                                                                                                |
| Typ A  | doczepny wagon jednokierunkowy o mniejszej masie |

Jedyny wyprodukowany wagon dwukierunkowy dostarczono do Neuchâtel. W 1947 r. do produkcji wprowadzono jeszcze jedną modyfikację oznaczoną jako Iab. Szczególnymi cechami odróżniającymi wagony od dotychczas eksploatowanych tramwajów były drzwi harmonijkowe z napędem pneumatycznym, wydzielona z przedziału pasażerskiego kabina motorniczego, rozmieszczenie siedzeń w układzie 2+1, brak przegrodzeń w przedziale pasażerskim oraz możliwość jazdy z prędkością do 55 lub 60 km/h (wagon silnikowy) oraz 60 lub 65 km/h (wagon doczepny). Tramwaje dostarczono do sześciu miast wymienionych w poniższej tabeli.
| Państwo    | Miasto    | Typ         | Liczba                           | Numery taborowe | Producent                                                       | kW                    | Masa                                                                                               | Miejsca siedzące | Miejsca stojące     | Lata produkcji                                                             | Zdjęcie |
| ---------- | --------- | ----------- | -------------------------------- | --- | --------------------------------------------------------------- | --------------------- | -------------------------------------------------------------------------------------------------- | ---------------- | ------------------- | -------------------------------------------------------------------------- | ------- |
| Szwajcaria | Bazylea   | Ib A        | 022 030 04 020 015 091           | 401–422 423–452 453–456 457–476 1401–1415 1416–1506                                                                                               | SWP / BBC SWP / BBC DWA / FFA SWP / FFA                         | 264 0                 | 19,6 t 20,0 t 09,3 t 10,1 t / 10,16 t                                                              | 28 26 25 / 27    | 72 69 67 79 80 / 81 | 1948–1949 1950–1951 1958 1967–1968 1947–1948 1961–1972                     |         |
| Szwajcaria | Berno     | Iab Ib A    | 015 010 010 010                  | 101–115, od 1986 r.: 601–615 121–130, od 1986 r.: 621–630 321–330 331–340                                                                         | SWS / BBC / MFO FFA SIG / SWS                                   | 190 215 0             | 17,4 t 17,8 t 09,7 t 10,0 t                                                                        | 27 26 25 21      | 73 74 75 89         | 1947–1948 1960–1961 1951–1952 1960–1961                                    |         |
| Szwajcaria | Genewa    | Iab A       | 030 015                          | 701–730 301–315 | SWP / SAAS FFA                                                  | 260 0                 | 16,0 t 0                                                                                           | 28 0             | 72 0                | 1950–1952 1950                                                             |         |
| Szwajcaria | Lucerna   | Ia          | 06 04                            | 101–106 107–110 | SWP / BBC Hess / BBC                                            |                       | |                  |                     | 1947 1947–1948                                                             |         |
| Szwajcaria | Neuchâtel | II          | 03                               | 81–83, od 1980 r.: 581–583 | SIG / SAAS                                                      | 144                   | 13,2 t                                                                                             | 30               | 43                  | 1947                                                                       |         |
| Szwajcaria | Zurych    | Ib Ia Iab A | 020 05 040 018 02 032 060 012 03 | 351–370, od 1947 r.: 1351–1370 1371–1375 1376–1415 401–418, od 1947 r.: 1501–1518 1651–1652, później: 1551–1552 1519–1550 711–770 787–798 799–801 | SWS / MFO SWS / BBC SWS / MFO SWS / BBC SIG FFA / SIG FFA / SWP | 212 268 252 148 192 0 | 18,0 t 20,5 t 18,6 t / 19,4 t 13,4 t / 14,6 t 15,0 t 15,0 t / 15,3 t 09,4 t / 10,1 t 10,6 t 10,2 t | 27 21 25 27      | 73 66 91 83         | 1940–1945 1947 1947–1954 1941–1946 1949 1949–1952 1945–1953 1962–1963 1973 |         |

Przełomowa koncepcja produkcji serii wagonów tramwajowych o ujednoliconej konstrukcji znalazła uznanie również poza Szwajcarią. Różne zagraniczne zakłady opracowały na podstawie szwajcarskiej koncepcji własne projekty wagonów; w ten sposób powstały m.in. tramwaje typu V6 i V7 w Hamburgu, jugosłowiańskie tramwaje zakładów Đuro Đaković, rumuńskie wozy Gb 2/2, prototypowy wiedeński skład wagonów C 101 i c 1201 oraz tramwaje silnikowe Fuchs nr 63–70 przedsiębiorstwa Oberrheinische Eisenbahn-Gesellschaft.
W 1955 r. w celach reklamowych przez krótki czas eksploatowano skład wagonów z Zurychu w St. Gallen. Kursowanie składu było częścią kampanii na rzecz utrzymania ruchu na linii tramwajowej nr 1, która została jednak w tym samym roku zlikwidowana i w późniejszym czasie zastąpiona trolejbusami.

## Rozmieszczenie drzwi

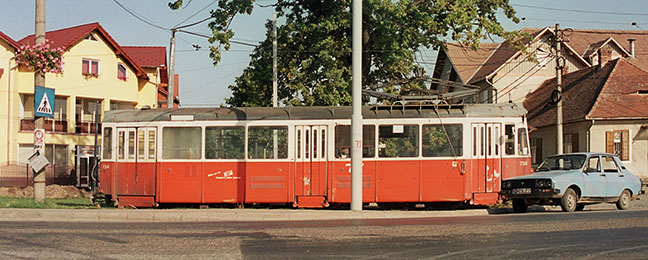
Wagon silnikowy z szerszym wejściem z tyłu i węższymi wejściami pośrodku i z przodu wagonu

Silnikowe wagony jednokierunkowe posiadały troje drzwi, przy czym tylne drzwi (wejściowe) były szersze od środkowych i przednich drzwi wyjściowych. W wagonach doczepnych montowano początkowo jedne drzwi z tyłu wagonu i jedne, szersze z przodu. W doczepach dla Zurychu drzwi wyjściowe umiejscowiono na środku, a w wagonach dla Bazylei i Genewy – z tyłu. Berno zamówiło również doczepy wyposażone w troje drzwi. W Zurychu podjęto w 1951 r. próbę przerobienia układu drzwi w wagonie nr 750 na wzór układu drzwi doczep bazylejskich, ale ostatecznie przebudowę zarzucono. W Zurychu można było spotkać doczepy ze wszystkimi trzema odmianami rozmieszczenia drzwi.
Trzy wagony dwukierunkowe z Neuchâtel posiadały z obu stron pudła po dwoje drzwi. Jako jedyne z serii wagonów standardowych były pozbawione miejsca dla konduktora.

## Eksploatacja, przebudowy, zachowane egzemplarze

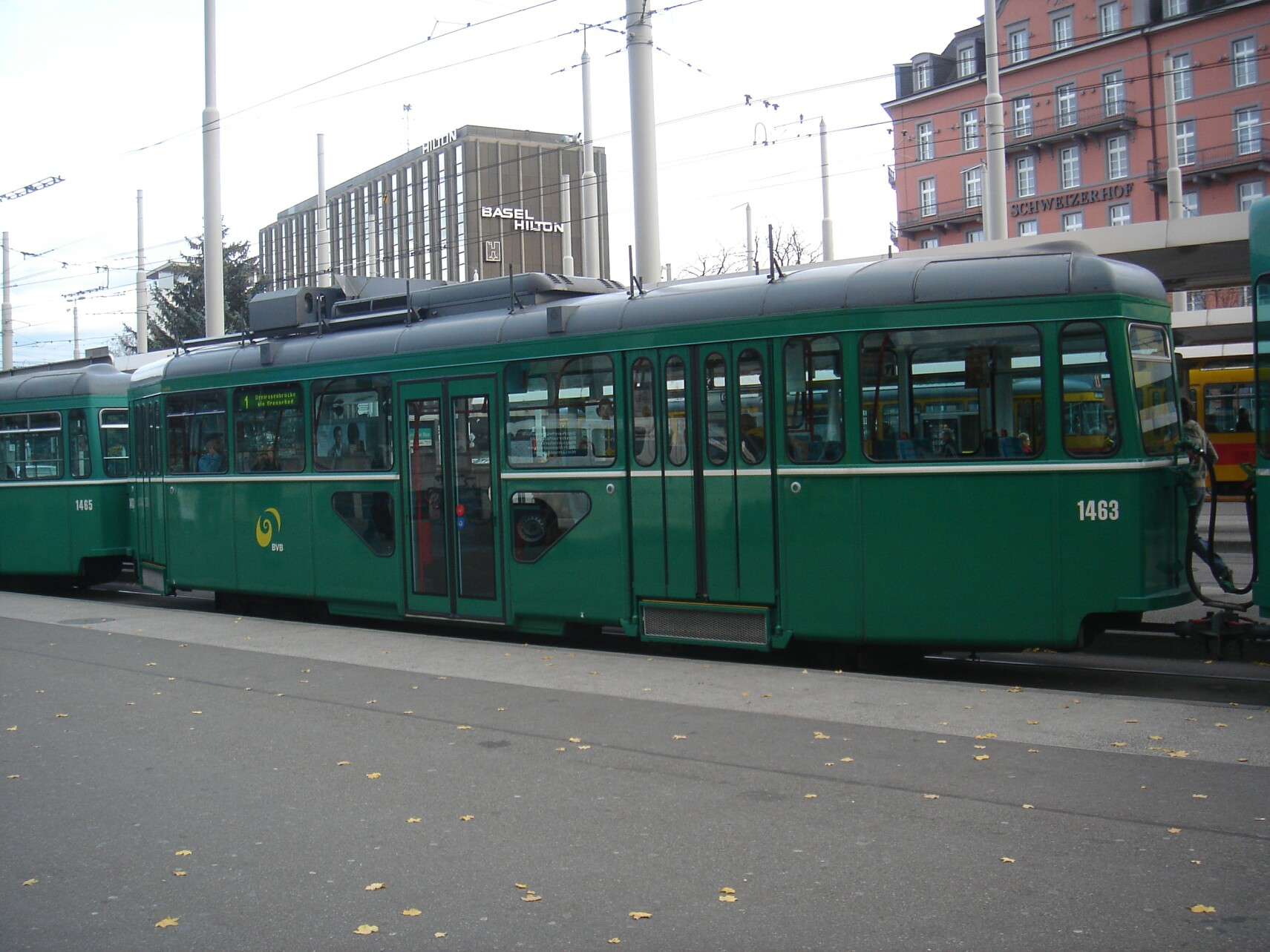
Bazylea: doczepa nr 1463 ze środkową częścią niskopodłogową

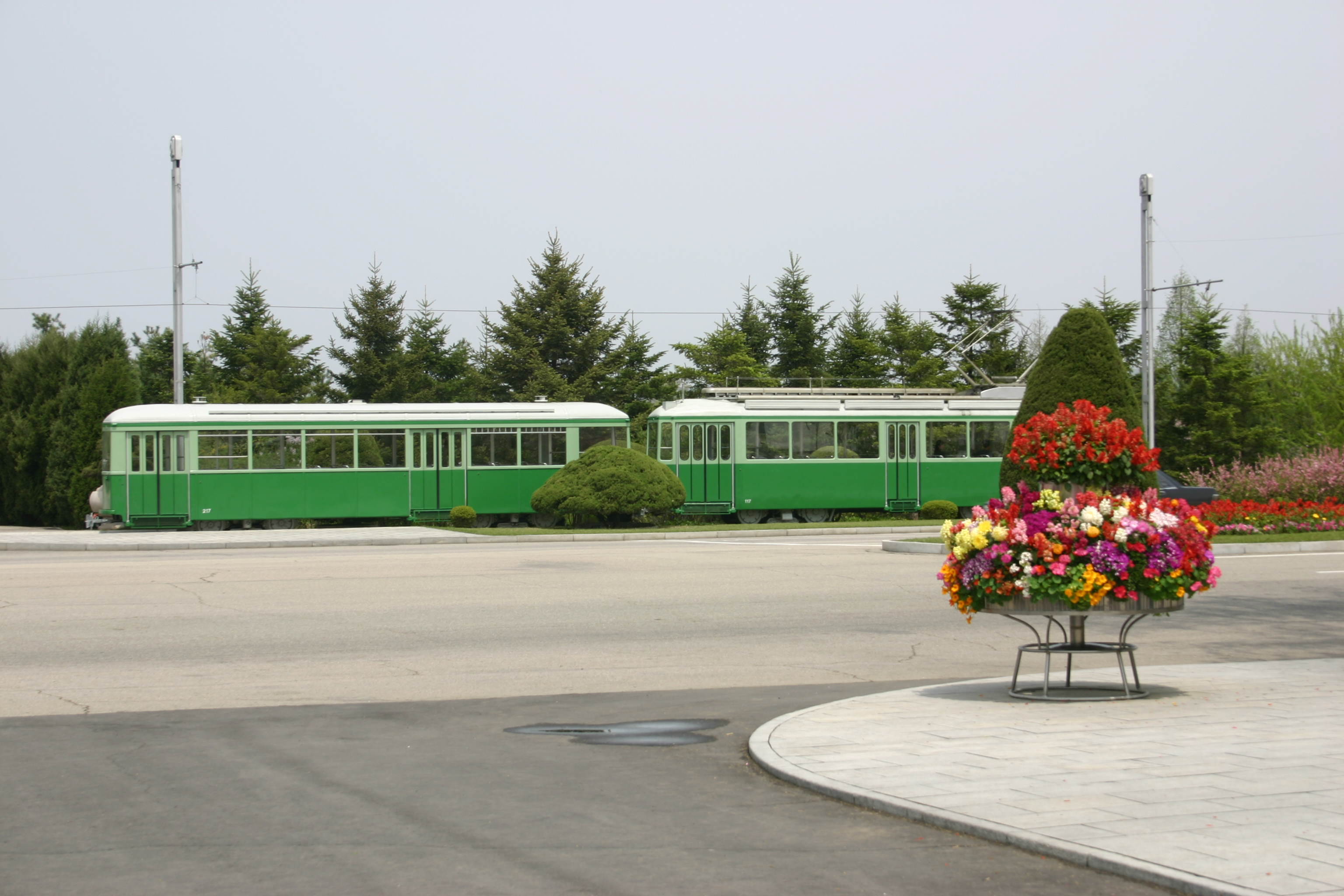
Dawny zurychski skład wagonów standardowych w Pjongjangu

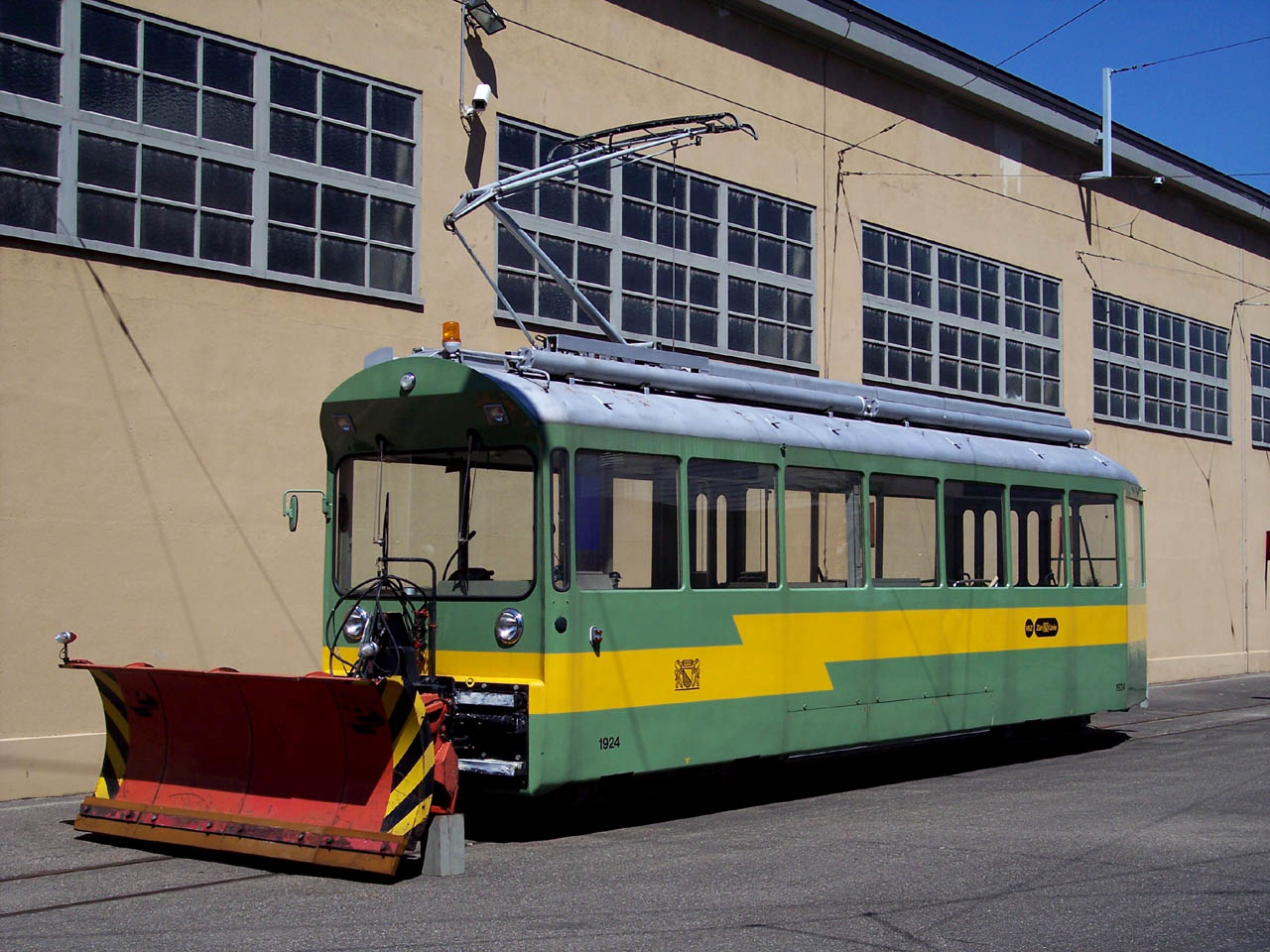
Zurych: wagon standardowy przebudowany na pług

### Bazylea
Wagon nr 413 z pierwszej serii zachowano do celów muzealnych. Wagon nr 456 z trzeciej serii podarowano Belgradowi. Jedenaście najmłodszych wagonów z numerami 466–476 przystosowano w latach 1985–1987 do eksploatacji w trakcji ukrotnionej jako doczepy czynne. Ostatni wagon z serii 457-465 zakończył eksploatację 29 kwietnia 2016 r., a ostatnie tramwaje z serii 466–476 zakończyły kursowanie jeszcze w 2016 r.
Dziewięć doczep o numerach 1404, 1408 i 1416–1422 oddano przedsiębiorstwu Baselland Transport (BLT). Doczepy o numerach 1402, 1403, 1406 i 1414 przekazano do Berna, a następnie – poza nr 1414 – wszystkie egzemplarze wraz z wozami z pierwszej serii dostaw przewieziono do Belgradu. W 35 pozostałych doczepach drugiej serii wbudowano środkową część niskopodłogową. Są to ostatnie pozostające w ruchu liniowym w Szwajcarii wagony standardowe.

### Berno
W Bernie zachowano w muzeum składy 107–327 oraz 621–337; obecnie znajdują się one pod opieką miejscowego towarzystwa miłośników tramwajów. Dziewięć składów przekazano do Jassów.

### Genewa
Genewskie tramwaje silnikowe nr 712, 721, 724 i 727 oraz doczepne nr 302, 306, 307 i 315 przekazano w latach 1993–1996 do Sybina w Rumunii. Miejscowy przewoźnik Tursib skierował te tramwaje do obsługi linii podmiejskiej do Rășinari, którą zamknięto w 2011 r. Skład 729–308 stacjonuje w genewskim muzeum.

### Lucerna
W 1961 r. zlikwidowano sieć tramwajową w Lucernie, a tramwaje przekazano do Genewy, gdzie nadano im numery taborowe 731–740. W latach 1969–1970 wszystkie wagony przebudowano na doczepy.

### Neuchâtel
W Neuchâtel tramwaje standardowe eksploatowano do końca lat 80. XX wieku, kiedy to zastąpiono je nową generacją wagonów kursujących do dziś. Wagon nr 581 zezłomowano w 1986 r., pozostałe służyły liniowo do 1988 r. Wagon nr 582 stacjonował do 1996 r. w muzeum transportu w Lucernie, a następnie został przetransportowany do Naumburga. Wagon nr 583 przekazano miejscowemu stowarzyszeniu Association Neuchâteloise des Amis du Tramway (ANAT).

### Zurych
Verkehrsbetriebe Zürich wycofało ostatnie wagony doczepne w połowie 2008 r.; w schyłkowym okresie eksploatacji służyły jako doczepy do wagonów Mirage. Tramwaje silnikowe nr 1392 i 1530 oraz doczepa nr 732 znajdują się obecnie pod opieką muzeum tramwajów, towarzystwo Aktion pro Sächsitram posiada natomiast wagon nr 1408. Skład 1379–739 należał do Musée des transports urbains, interurbains et ruraux (AMTUIR) w Chelles pod Paryżem, ale w 2013 r. powrócił do Zurychu. Doczepa nr 731 została przebudowana w 1992 r. na otwarty doczepny wagon letni dla tzw. „Fonduetramu” (Be 4/6 1802) i od tego czasu nazywana jest „kabrioletem”. Tramwaj „Pedaler” nr 1517 podarowano w 1982 r. dla Stiftung Wagerenhof w Usterze. 15 grudnia 2015 r. przeniesiono go do muzeum w Zurychu. 18 składów tramwajów „Kurbeli” oddano w 1995 r. do Pjongjangu, gdzie kursują na wąskotorowej linii Kŭmsusan. Doczepy przekazano przedsiębiorstwu Baselland Transport AG (799–801, nowa numeracja 1301–1303), do Berna oraz do Winnicy. Wagony nr 1351–1359 przebudowano w latach 1980–1982 na techniczne i nadano im nowe oznaczenie Xe 4/4; z jednego z nich w późniejszym czasie stworzono zurychski tramwaj towarowy Cargotram.